# Kanischka III.
Kanischka (III.) war ein Herrscher der Kuschana. Seine Datierung und Einordnung sind umstritten. Er datiert entweder in das zweite oder dritte Jahrhundert n. Chr.
Kanischka ist nur von einer Kharoshthi-Inschrift auf einem Stein bekannt, die sich nahe beim Industal fand und von der Grabung eines Brunnens berichtet. Die Inschrift ist in ein Jahr 41 datiert. In der Inschrift wird Kanischka als Sohn des Vasischka bezeichnet. Als Titel führt er unter anderem den römischen Kaisertitel kaisara. Die genaue Datierung des Herrschers ist problematisch, da nicht vollkommen sicher ist auf welche Ära sich das Jahr 41 bezieht. Sein Nachfolger war eventuell Vasudeva II. Er war mit Bhanumati von Bhagyadarbha verheiratet, sie war die Mutter von Vasudeva II.